# Creswell, Staffordshire
Creswell är en civil parish i Storbritannien.   Den ligger i grevskapet Staffordshire och riksdelen England, i den södra delen av landet, 200 km nordväst om huvudstaden London. Antalet invånare är 359. Arean är 4,5 kvadratkilometer.
Terrängen i Creswell är platt.